# M.o.v.e
M.o.v.e (deletreado también como M.O.V.E y antes conocido como move) fue un grupo musical japonés formado por 3 miembros, yuri (益田祐里 Masuda Yuuri?) como vocalista, motsu (瀬川素公 Segawa Mototaka?) coros y rapeos y T-Kimura (木村貴志 Kimura Takashi?) como productor.
m.o.v.e quizás es más conocido en este ámbito de la música por su estilo único de mezclar el rock, rap, electrónica, metal y otros géneros musicales. Es también conocido por contribuir en los opening y ending del anime Initial D, algunas de sus contribuciones Around the world, Rage your dream, Break in2 the nite, Blazin' beat, Gamble rumble, Dogfight y Noizy tribe.

## Discografía

### Sencillos
1. Rock it Down (1 de octubre de 1997)
2. Around the world (7 de enero de 1998)
3. Over drive (18 de marzo de 1998)
4. Rage your dream (13 de mayo de 1998)
5. Break in2 the nite (11 de noviembre de 1998)
6. Platinum (30 de junio de 1999)
7. Blazin' Beat (27 de octubre de 1999)
8. Words of the mind (19 de enero de 2000)
9. Sweet vibration (19 de julio de 2000)
10. Gamble rumble (11 de enero de 2001)
11. Super sonic dance (13 de junio de 2001)
12. Fly me so high (8 de agosto de 2001)
13. Come together (19 de diciembre de 2001)
14. Romancing train (6 de febrero de 2002)
15. Future breeze (26 de junio de 2002)
16. ¡ Wake your love ! (20 de noviembre de 2002)
17. Burning Dance (25 de junio de 2003)
18. Painless PAIN! (3 de septiembre de 2003)
19. Blast My Desire (7 de enero de 2004)
20. Dogfight (26 de mayo de 2004)
21. Ghetto Blaster (4 de agosto de 2004)
22. How To See You Again/Noizy Tribe (13 de enero de 2005)
23. Freaky Planet (28 de septiembre de 2005)

Rise Up ( 2013)
1. Disco time (26 de octubre de 2005)
2. Raimei (23 de noviembre de 2005)
3. Angel Eyes (14 de diciembre de 2005)
4. Good Day Good Time

### Álbumes
1. Electrock (24 de junio de 1998)
2. Worlds of the mind (19 de enero de 2000)
3. Operation Overload 7 (15 de febrero de 2001)
4. SYNERGY (27 de febrero de 2002)
5. DECADANCE (10 de septiembre de 2003)
6. Deep Calm (28 de enero de 2004)
7. BOULDER (26 de enero de 2005)
8. GRID (25 de enero de 2006)
9. HUMANIZER (21 de enero de 2009)
10. Anim.o.v.e 01 (19 de agosto de 2009)
11. Dream Again (3 de marzo de 2010)
12. anim.o.v.e 02 (25 de agosto de 2010)
13. Overtakers Spirit (25 de mayo de 2011)